# Arteria rectalis media

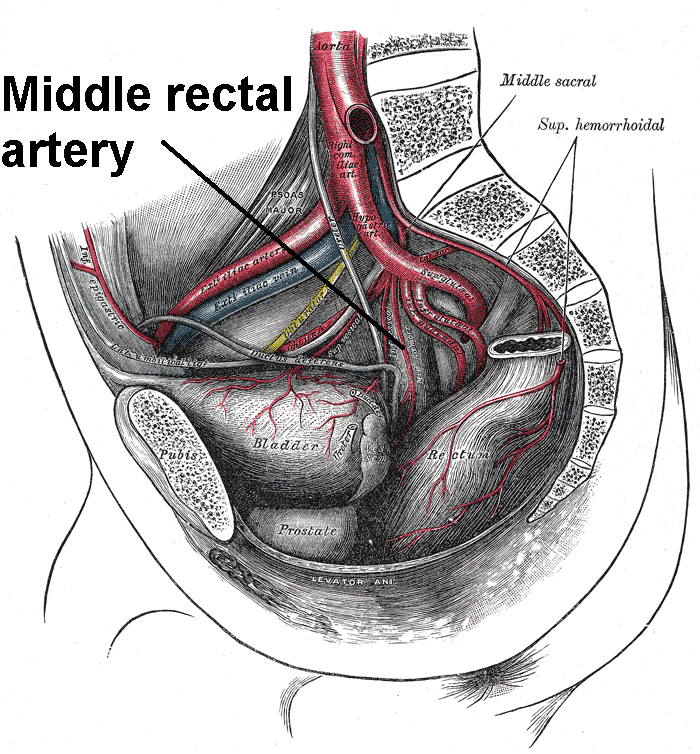
Arteria rectalis media (middle rectal artery)

Die Arteria rectalis media (mittlere Mastdarmarterie) ist eine paarige Schlagader der Beckenhöhle. Sie entspringt beidseits aus der Arteria iliaca interna und zieht oberhalb des Beckenbodens zur Ampulle des Mastdarms und versorgt dessen Wand. Außerdem gibt sie Äste zur Versorgung des Beckenbodens, beim Mann zur Prostata und zur Bläschendrüse, bei der Frau zum unteren Scheidenabschnitt ab. 
Die mittlere Mastdarmarterie hat Anastomosen mit der oberen und unteren Mastdarmarterie, die aber so schwach ausgebildet sind, dass bei einem Verschluss einer Mastdarmarterie eine ausreichende Versorgung des betreffenden Gebiets nicht gewährleistet ist.